# Dolichurus foroforo
Dolichurus foroforo là một loài côn trùng cánh màng trong họ Ampulicidae, thuộc chi Dolichurus. Loài này được Ohl, Fritz and Neumann miêu tả khoa học đầu tiên năm 2004.